# ختم مطاطي

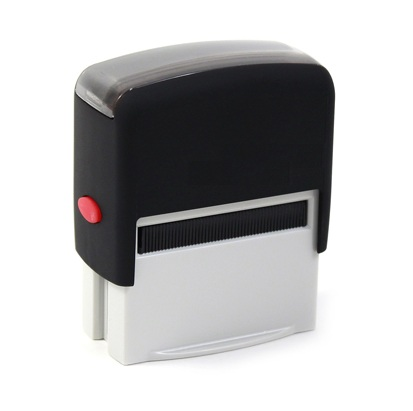
صورة للختم المطاطي.

الختم المطاطيّ هو ختم مصنوع من المطاط ويستعمل بكثرة في الفترة الأخير نظرًا لسهولة استعماله واحتواءه على المداد في الداخل عكس النموذج القديم وأيضاً غير ملوث للمستخدم وهو الأكثر رواجاً في الفترة الأخيرة.

## الميزات
- غير ملوث وسهل الاستعمال وأسهل في الحمل.
- يستعمل أيضا للتأشير على المنتوجات الغذائية واللحوم والجبن ومداده صحي وغير سام.
- أشتهر اولا في مصلحات البريد والمطارات ثم انتقل إلى باقي المصالح.